# Campeonato Europeu Feminino de Hóquei em Patins Junior 2010
O Campeonato Europeu Feminino de Hóquei em Patins sub 20 de 2010 foi a 4ª edição Oficial do Campeonato Europeu Feminino de hóquei em patins juniores, que se realiza a cada dois anos. Foi realizado pela 2ª vez na Alemanha, no município de Darmstadt, entre os dias 20 e 23 de Outubro de 2010. 
Dado o facto de apenas se terem inscrito 5 Selecções Nacionais, o Campeonato Europeu foi disputado numa poule única num formato de todos contra todos, sagrando-se campeã, a Selecção com mais pontos.
A edição seguinte que deveria ter sido disputada em 2012 não se realizou devido à falta de participantes.

## Classificação Final
| Pos | País       | P  | J | V | E | D | GM | GS | DG  |
| --- | ---------- | -- | - | - | - | - | -- | -- | --- |
| 1   | Espanha    | 12 | 4 | 4 | 0 | 0 | 37 | 1  | +36 |
| 2   | Alemanha   | 9  | 4 | 3 | 0 | 1 | 9  | 13 | -4  |
| 3   | Inglaterra | 4  | 4 | 1 | 1 | 2 | 8  | 22 | -14 |
| 4   | Suíça      | 3  | 4 | 1 | 0 | 3 | 6  | 13 | -7  |
| 5   | França     | 1  | 4 | 0 | 1 | 3 | 6  | 17 | -11 |

## Jogos
20 de Outubro de 2010
|          | Jogo |            |
| -------- | ---- | ---------- |
| França   | 0–8  | Espanha    |
| Alemanha | 5-2  | Inglaterra |

21 de Outubro de 2010
|            | Jogo |             |
| ---------- | ---- | ----------- |
| Espanha    | 8–1  | Suíça       |
| Inglaterra | 4-4  | França      |
| Suiça      | 1–2  | Inglaterra' |
| França     | 1–2  | Alemanha'   |

22 de Outubro de 2010
|            | Jogo |         |
| ---------- | ---- | ------- |
| Inglaterra | 0-12 | Espanha |
| Alemanha   | 2-1  | {{CHE}  |

23 de Outubro de 2010
|         | Jogo |          |
| ------- | ---- | -------- |
| Suiça   | 3–1  | França   |
| Espanha | 9–0  | Alemanha |